# Мурманский автобус
Мурманский автобус — один из двух, наряду с троллейбусом, основных видов городского пассажирского транспорта в городе Мурманске. По состоянию на 2021 год помимо маршрутных такси имеется 15 городских маршрутов. Эксплуатирует автобус в Мурманске АО «Электротранспорт».

## История
Первое автотранспортное предприятие в Мурманске было образовано 1 марта 1934 года. В декабре того же года был открыт первый маршрут, заменивший трамвайное сообщение. Автобус соединял два конца города от кинотеатра «Северное сияние» до улицы Морской, переименованной позже в улицу Челюскинцев. Билет в автобусе марки ГАЗ-АА стоил 75 копеек. В 1936 году в городе было уже три городских и один пригородный маршрут. В 1962 году на базе существующего автобусного парка была организована автоколонна воинского типа, получившая имя «Автоколонна 1118».
1 августа 2008 года ОАО «Электротранспорт», эксплуатирующее троллейбусные маршруты Мурманска, пустило два автобусных маршрута (№ 3Т и 4Т). В 2011 году предприятие пустило автобусный маршрут № 33 (ранее этот маршрут обслуживало ОАО «Автоколонна 1118», но он был закрыт из-за нерентабельности).
С 1 июня 2014 года ОАО «Электротранспорт» эксплуатирует все автобусные маршруты г. Мурманска. 15 мая 2014 года открылся автобусный маршрут 6Т, а в сентябре 2015 года - маршрут 7Т.

## Маршрутная сеть
- 1 Молодёжный проезд - Завод Севморпуть
- 3 Ленинградская улица - Завод Севморпуть [отменён]
- 4 Улица Генерала Фролова - Улица Халатина [отменён]
- 3т Улица Генерала Фролова - Улица Радищева
- 4т Улица Саши Ковалёва - Улица Челюскинцев
- 5 Проезд Ивана Халатина - Улица Крупской
- 6т Улица Капитана Орликовой - ОМСЧ Севрыба
- 7т Улица Генерала Щербакова - Улица Огни Мурманска
- 10а Завод Севморпуть - Улица Героев Рыбачьего
- 11 Улица Мира - Нефтебаза
- 12 Улица Мира - Автопарк (Молодёжный проезд) [отменён]
- 13 Улица Халатина - Проезд Связи [отменён]
- 18 Улица Фадеев Ручей - Улица Саши Ковалёва
- 19 Морской вокзал - Улица Крупской
- 24 Улица Карла Либкнехта - Посёлок Абрам-Мыс
- 25 Семёновское озеро - Молокозавод
- 27 Металлобаза - Улица Крупской
- 29 Улица Мира - Улица Фрунзе
- 30 Завод Севморпуть - Улица Фрунзе
- 31 (сезонный) Улица Радищева - КП-2 Снежинка
- 32 (сезонный) Улица Карла Либкнехта - КП-2 Снежинка
- 33р Улица Капитана Орликовой - Заводская улица
- РБ (бесплатный) Улица Магомета Гаджиева  -  ТРЦ Форум
- ГК (бесплатный) Городское кладбище  -  Сектор № 60-61

## Маршрутная сеть маршрутных такси
- 10 Завод Севморпуть - Улица Героев Рыбачьего
- 12 Ледокольный проезд - Улица Фадеев Ручей [отменён]
- 16 Улица Генерала Фролова - Завод Севморпуть [отменён]
- 18 Улица Фадеев Ручей - Улица Саши Ковалёва
- 21 Проезд Связи - Автопарк (Молодёжный проезд) [отменён]
- 33 Улица Капитана Орликовой - Улица Магомета Гаджиева [отменён]
- 51 Завод Севморпуть - Улица Крупской
- 52 Ледокольный проезд- Площадь Адмирала Нахимова
- 53 Завод Севморпуть - Улица Крупской [нелегулярное движение]
- 54 Завод Севморпуть - Улица Генерала Фролова
- 55 Площадь Адмирала Нахимова - Улица Фрунзе
- 57 Северная промзона - Улица Капитана Орликовой
- 58 Улица Капитана Орликовой- Улица Магомета Гаджиева [отменён]
- 59 Ленинградская улица - Улица Мира [отменён]
- 60 Улица Фадеев Ручей - Посёлок Абрам-Мыс [нету информации о работе маршрута]
- 61 Молодёжный проезд - Завод Севморпуть  [нету информации о работе маршрута]
- 62 Завод Севморпуть - Улица Саши Ковалёва
- 71 Улица Мира - Нефтебаза  [не работает]